# Ota Zítek
Otakar Zítek, també Ota o Otto (Praga, 5 de novembre de 1892 - Bratislava, 28 d'abril de 1955) fou un director, compositor d'òpera txec.

## Biografia
Després de graduar-se de l'escola de secundària a Praga, va estudiar teoria musical i composició amb Hermann Graedener i musicologia amb Guido Adler a Viena. Després de tornar a Bohèmia, també va ser deixeble de Vítězslav Novák. Va començar a compondre a Viena, publicant articles professionals i crítiques musicals, però va dedicar el seu principal interès a la direcció d'òpera.
El 1921 es va convertir en el director del Teatre de Brno, on es van representar les estrenes de les òperes de Leoš Janáček del 1921 al 1930 sota la seva direcció. Del 1926 al 1929 fou el dramaturg del teatre i el 1929 en fou director. A més, va ensenyar al Conservatori de Brno i va contribuir a la premsa diària amb les seves crítiques i articles professionals.
Del 1931 al 1939 va ser el director del teatre municipal de Pilsen. Va ser arrestat el 1939 i va passar dos anys al camp de concentració de Buchenwald. Després de tornar de la presó, va continuar treballant al teatre Pilsen. Un acte important va ser la instrumentació i la representació escènica del cicle de cançons de Janáček Diari d'un desaparegut el 1943.
Després de l'alliberament, va ser director convidat al Teatre 5 de maig de Praga i al Teatre Mahen de Brno. Del 1946 al 1949, va tornar a treballar com a director en aquest teatre. A més, va ser professor a l'Acadèmia d'Arts Escèniques Janáček i va dirigir el seu Departament d'òpera. Des de 1953 va donar classes a l'Acadèmia d'Arts Escèniques de Bratislava, on va morir el 1955.